# Memoriał Jana Ciszewskiego 1991
Memoriał im. Jana Ciszewskiego 1991 – 68. edycja turnieju, który odbył się 27 października 1991 roku, miał na celu upamiętnienie komentatora sportowego – Jana Ciszewskiego, a także był zarówno mistrzostwami Śląska. Turniej wygrał Leszek Matysiak.

## Wyniki
- Rybnik, 27 października 1991
- Sędzia: Marek Wojaczek

| Msc. | Zawodnik            | Klub           | Pkt  |             |  |
| ---- | ------------------- | -------------- | ---- | ----------- |  |
| 1    | Leszek Matysiak     | Świętochłowice | 14   | (3,3,2,3,3) |  |
| 2    | Andrzej Musiolik    | Świętochłowice | 13   | (3,2,2,3,3) |  |
| 3    | Bronisław Klimowicz | Rybnik         | 11+3 | (2,1,3,2,3) |  |
| 4    | Antoni Skupień      | Rybnik         | 11+2 | (2,1,3,3,2) |  |
| 5    | Henryk Bem          | Rybnik         | 11+1 | (3,2,3,1,2) |  |
| 6    | Eugeniusz Skupień   | Rybnik         | 10   | (1,3,3,3,d) |  |
| 7    | Mirosław Korbel     | Rybnik         | 9    | (2,3,2,2,d) |  |
| 8    | Dariusz Fliegert    | Rybnik         | 7    | (3,d,w,1,3) |  |
| 9    | Jaromír Lách        | Czechosłowacja | 6    | (1,0,1,2,2) |  |
| 10   | Piotr Ułamek        | Częstochowa    | 5    | (1,3,0,0,1) |  |
| 11   | Arkadiusz Jurasik   | Świętochłowice | 5    | (0,2,2,0,1) |  |
| 12   | Maciej Fabiszak     | Świętochłowice | 5    | (2,d,1,0,2) |  |
| 13   | Eugeniusz Tudzież   | Rybnik         | 4    | (1,1,0,2,d) |  |
| 14   | Zbigniew Jurasik    | Częstochowa    | 3    | (d,1,d,1,1) |  |
| 15   | Robert Przygódzki   | Częstochowa    | 1    | (d,0,1,0,0) |  |
| 16   | Franz Leitner       | Austria        | 0    | (0)         |  |
| R1   | Krzysztof Fliegert  | Rybnik         | 4    | (2,0,1,1)   |  |

Bieg po biegu
1. Matysiak, A. Skupień, Ułamek, A. Jurasik
2. Musiolik, Korbel, E. Skupień, Z. Jurasik
3. D. Fliegert, Fabiszak, Lách, Przygódzki
4. Bem, Klimowicz, Tudzież, Leitner
5. Matysiak, Musiolik, Klimowicz, D. Fliegert
6. A. Skupień, Bem, E. Skupień, Lách
7. Korbel, A. Jurasik, Tudzież, Przygódzki
8. Ułamek, K. Fliegert, Z. Jurasik, Fabiszak
9. E. Skupień, Matysiak, Przygódzki, K. Fliegert
10. A. Skupień, Musiolik, Fabiszak, Tudzież
11. Bem, A. Jurasik, D. Fliegert, Z. Jurasik
12. Klimowicz, Korbel, Lách, Ułamek
13. Matysiak, Korbel, Bem, Fabiszak
14. A. Skupień, Klimowicz, Z. Jurasik, Przygódzki
15. Musiolik, Lách, K. Fliegert, A. Jurasik
16. E. Skupień, Tudzież, D. Fliegert, Ułamek
17. Matysiak, Lách, Z. Jurasik, Tudzież
18. D. Fliegert, A. Skupień, K. Fliegert, Korbel
19. Klimowicz, Fabiszak, A. Jurasik, E. Skupień
20. Musiolik, Bem, Ułamek, Przygódzki

### Bieg dodatkowy o 3. miejsce
1. Klimowicz, A. Skupień, Bem

### Memoriał im. Jana Ciszewskiego
1. Matysiak, Klimowicz, A. Skupień, Musiolik

### Bieg juniorów
1. Tudzież, K. Fliegert, Oleś, Fojcik